# Lista uczestników Sejmu Rzeszy w 1792
 Lista uczestników Sejmu Rzeszy w 1792 – lista przedstawia tradycyjny podział miejsc w Nieustającym Sejmie Rzeszy, ukształtowany już w XVI wieku oraz przedstawia osoby, które te miejsca zajmowały.  Wiele tytułów znajdowało się w rękach tych samych przedstawicieli, co powodowało iż faktyczna liczba członków jest mniejsza od miejsc im przypisanych. W nawiasie podane jest osoba, która zajmowała dany tytuł w 1792. Nie oznacza to jednak, że ta osoba brała udział w obradach. Członkowie Sejmu w XVIII wieku bowiem najczęściej wysyłali na obrady do Ratyzbony swoich stałych przedstawicieli. Kolejność miejsc nie jest przypadkowa – oznacza kolejność oddawania głosów i tradycyjną kolejność zajmowania miejsc.
*  i nazwisko pisane kursywą oznacza iż osoba powtórzyła się (osoba dzierżyła kilka tytułów dających prawo głosu)

## Kuria elektorów
- Król Czech (cesarz Leopold II)
- Arcybiskup Moguncji (Fryderyk Karol Józef Erthal)
- Arcybiskup Trewiru (Klemens Wacław Wettyn)
- Arcybiskup Kolonii (Maksymilian Franciszek Habsburg)
- Palatyn hrabia Renu (Karol IV Teodor)
- Książę Saksonii (Fryderyk August III)
- Margrabia Brandenburgii (Fryderyk Wilhelm II, król Prus)
- Książę Brunszwik-Lüneburg – elektor Hanoweru (Jerzy III, król Wielkiej Brytanii)

## Kuria książąt
- Arcyksiążę Austrii (cesarz Leopold II)*
- Książę Burgundii (cesarz Leopold II)*

### Książęta duchowni
- Arcybiskup Salzburga (Hieronymus von Colloredo)
- Arcybiskupa Besançon – Od 1678 nie uczestniczył faktycznie w Sejmie.
- Wielki Mistrz Zakonu Krzyżackiego (Maksymilian Franciszek Habsburg, elektor Kolonii)*
- Biskup Bambergu (Franz Ludwig von Erthal)
- Biskup Würzburga (Franz Ludwig von Erthal, biskup Bambergu)*
- Biskup Wormacji (Friedrich Karl Joseph von Erthal, elektor Moguncji)*
- Biskup Eichstätt (Joseph von Stubenberg)
- Biskup Spiry (Philip of Limburg Stirum)
- Biskup Strassburgu (Louis-René-Edouard de Rohan-Guéménée)
- Biskup Konstancji (Maximilian Christof von Rodt)
- Biskup Augsburga (Klemens Wacław Wettyn, elektor Trewiru)*
- Biskup Hildesheim (Franz Egon von Fürstenberg)
- Biskup Paderborn (Franz Egon von Fürstenberg, biskup Hildesheim)*
- Biskup Freising (Joseph Konrad von Schroffenberg-Mos)
- Biskup Ratyzbony (Joseph Konrad von Schroffenberg-Mos, biskup Freising)*
- Biskup Passau (Joseph Franz Anton von Auersperg)
- Biskup Trydencki (Peter Michael Vigilius von Thun-Hohenstein)
- Biskup Brixen (Karl Franz von Lodron)
- Biskup Bazylei (Franz Joseph Sigismund von Roggenbach)
- Biskup Münster (Maksymilian Franciszek Habsburg, elektor Kolonii)*
- Biskup Osnabrück (Friedrich August z Brunszwik-Lüneburg)
- Biskup Liège (César-Constantin-François de Hoensbroeck)
- Biskup Lubeki (biskupstwo protestanckie) (Peter Friedrich Ludwig z Holstein-Gottorp)
- Biskup Chur (Franz Dionizy von Rost)
- Biskup Fuldy (Adalbert von Harstall)
- Opat Kempten (Ruprecht von Neuenstein)
- Prepozyt Ellwangen (Klemens Wacław Wettyn, elektor Trewiru)*
- Wielki Mistrz Zakonu Świętego Jana (Emmanuel de Rohan-Polduc)
- Prepozyt Berchtesgaden (Joseph Konrad von Schroffenberg-Mos, biskup Freising)*
- Prepozyt Weissenburg (Philip of Limburg Stirum , biskup Spiry)*
- Opat Prüm (Klemens Wacław Wettyn, elektora Trewiru)*
- Opat Stablo (Célestin Thys)
- Opat Corvey (Theodor von Brabeck)
- Kolegium prałatów szwabskich – posiadało jeden głos:
  - Ksieni Baindt
  - Opat Elchingen
  - Opat Gengenbach
  - Ksieni Gutenzell
  - Ksieni Heggbach
  - Ksieni Irsee
  - Opat Kaisheim
  - Opat Marchtal
  - Opat Neresheim
  - Opat Ochsenhausen
  - Opat Petershausen
  - Opat Roggenburg
  - Opat Rot
  - Opat Rottenmünster
  - Opat Salmannsweiler
  - Opat Schussenried
  - Ksieni Söflingen
  - Opat Ursperg
  - Opat Weingarten
  - Opat Weissenau
  - Opat Wettenhausen
  - Opat Zwiefalten
- Kolegium prałatów reńskich – posiadało jeden głos:
  - Opat Bruchsal i Odenheim
  - Ksieni Buchau
  - Opat Burtscheid
  - Opat Ballei i Koblenz (Maksymilian Franciszek Habsburg, elektor Kolonii)*
  - Opat Kornelimünster
  - Opat Ballei Elsass i Burgundii (Maksymilian Franciszek Habsburg, elektor Kolonii)*
  - Ksieni Essen
  - Ksieni Gandersheim
  - Opat św. Jerzego w Isny
  - Ksieni Gernrode
  - Ksieni Herford
  - Ksieni Niedermünster w Ratyzbonie
  - Ksieni Obermünster w Ratyzbonie
  - Ksieni Quedlinburg
  - Ksieni Thorn
  - Opat św. Ulryka i św. Afra w Augsburgu
  - Opat Werden

### Książęta świeccy
- Książę Bawarii (Karol IV Teodor, elektor Palatynatu)*
- Książę Magdeburga (Fryderyk Wilhelm II, król Prus)*
- Palatyn hrabia Kaiserslautern (Karol IV Teodor, elektor Palatynatu)*
- Palatyn hrabia Simmern (Karol IV Teodor, elektor Palatynatu)
- Palatyn hrabia Neuburg (Karol IV Teodor, elektor Palatynatu)*
- Książę Bremy (Jerzy III, król Wielkiej Brytanii)*
- Książę Zweibrücken (Karol II August)
- Palatyn hrabia Veldenz (Karol IV Teodor, elektor Palatynatu)*
- Książę Saksonii-Weimar (Karol August)
- Książę Saksonii-Eisenach (Karol August, książę Sachsen-Weimar)*
- Książę Saksonii-Coburg (dwie gałęzie rodu Wettinów dzieliły ten głos:
  - Ernest Frederick Sachsen-Coburg-Saalfeld
  - Jerzy I Sachsen-Meiningen)
- Książę Saksonii-Gotha (Ernest II Sachsen-Gotha-Altenburg)
- Książę Saksonii-Altenburg (Ernest II Sachsen-Gotha-Altenburg, książę Sachsen-Gotha)*
- Margrabia Brandenburgii- Ansbach (Fryderyk Wilhelm II, król Prus)*
- Margrabia Brandenburgii- Bayreuth (Fryderyk Wilhelm II, król Prus)*
- Książę Brunszwiku-Celle (Jerzy III, król Wielkiej Brytanii)*
- Książę Brunszwiku-Kalenberg (Jerzy III, król Wielkiej Brytanii)*
- Książę Brunszwiku-Grubenhagen (Jerzy III, król Wielkiej Brytanii)*
- Książę Brunszwiku-Wolfenbüttel (Karol Wilhelm)
- Książę Halberstadt (Fryderyk Wilhelm III, król Prus)*
- Książę Pomorza Dolnego (Fryderyk Wilhelm III, król Prus)*
- Książę Pomorza Górnego (Gustaw III, król Szwecji)
- Książę Meklemburgii-Schwerin (Fryderyk Franciszek I)
- Książę Meklemburgii-Güstrow (Fryderyk Franciszek I, książę Meklemburgii-Schwerin)*
- Książę Wirtembergii (Karol Eugeniusz)
- Landgraf Hesji-Kassel (Wilhelm IX)
- Landgraf Hesse-Darmstadt (Ludwik X)
- Margrabia Baden-Baden (Karol Fryderyk, margrabia Badeni)
- Margrabia Badenii-Durlach (Karol Fryderyk, margrabia Badeni)*
- Książę Verden (Jerzy III, król Wielkiej Brytanii)*
- Margrabia Baden-Hochberg (Karol Fryderyk, margrabia Badeni)*
- Książę Holsztynu (Chrystian VII, król Danii)
- Książę Saksonii-Lauenburg (Jerzy III, król Wielkiej Brytanii)*
- Książę Minden (Fryderyk Wilhelm II, król Prus)*
- Książę Holstein-Gottorp – Oldenburg (Piotr Fryderyk Wilhelm)
- Książę Sabaudii (Wiktor Amadeusz III, król Sardynii)
- Landgraf Leuchtenberg (Karol IV Teodor, elektor Palatynatu)*
- Książę Anhalt (4 linie dzieliły ten głos –
  - Frederick Augustus of Anhalt-Zerbst
  - Leopold III Anhalt-Dessau
  - Fryderyk Albert Anhalt-Bernburg
  - August Chrystian Anhalt-Köthen)
- Książęcy hrabia Henneberg (głos został podzielony między różne gałęzie rodu Wettynów –
  - Fryderyk August III, elektor Saksonii
  - Karol August, książę Saksonii-Weimar*
  - Ernest II Sachsen-Gotha-Altenburg, książę Saksonii-Gotha*
  - Jerzy I Sachsen-Meiningen, książę Saksonii-Coburg
  - Fryderyk, książę Saksonii-Hildburghausen
  - Ernest Fryderyk, Saksonii-Coburg*)
- Książę Schwerin (Fryderyk Franciszek I, książę Meklemburgii-Schwerin)*
- Książę Kamienia Pomorskiego (Fryderyk Wilhelm II, król Prus)*
- Książę Ratzeburga (Adolf Fryderyk IV, książę Meklemburgii-Strelitz)
- Książę Hersfeld (Wilhelm IX, landgraf Hesji-Kassel)*
- Książę Nomény (cesarz Leopold II)*
- Książę Mömpelgard (Montbéliard) (Karol Eugeniusz, książę Wirtembergii)*
- Książę Arenberg (Ludwik Engelbert)
- Książę Hohenzollern-Hechingen (Józef Fryderyk Wilhelm)
- Książę Lobkowitz (Joseph Franz Maximilian)
- Książę Salm (dwie gałęzie rodu dzieliły ten głos:
  - Konstantyn Aleksander z Salm-Salm
  - Fryderyk III z Salm-Kyrburg)
- Książę Dietrichstein (Karol Johann)
- Książę Nassau-Hadamar (William V, również książę Orański i Stadtholder ze Zjednoczonych Prowincji)
- Książę Nassau-Dillenburgu (William V, również książę Orański i Stadtholder ze Zjednoczonych Prowincji)
- Książę Auersperg (Karl Josef Anton)
- Książę Wschodniej Fryzji (Fryderyk Wilhelm II, król Prus)*
- Książę Fürstenberg (Józef Maria Benedykt)
- Książę Schwarzenberg (Józef II)
- Książę Liechtensteinu (Alojzy I)
- Książę Thurn und Taxis (Karol Anzelm)
- Książę Schwarzburg (dwie gałęzie rodu dzieliły ten głos
  - Chrystian Günther III z Schwarzburg-Sondershausen
  - Fryderyk Karol z Schwarzburg-Rudolstadt)
- Kolegium hrabiów Szwabii – posiadało jeden głos:
  - Książę Fürstenberg
  - Ksieni Buchau
  - Komandor Zakonu Krzyżackiego
  - Książę Oettingen
  - Hrabia Montfort (cesarz Leopold II)*
  - Hrabia Helfenstein (Karol IV Teodor, elektor Palatynatu)*
  - Książę Schwarzenberg
  - Hrabia Königsegg
  - Hrabia Waldburg
  - Hrabia Eberstein (Karol Fryderyk, margrabia Badeni)*
  - Hrabia Leyen
  - Hrabia Fugger
  - Pan Hohenems (cesarz Leopold II)*
  - Hrabia Traun
  - Książę-opat St. Blase
  - Hrabia Stadion
  - Książę Thurn und Taxis
  - Hrabia Wetter-Tegerfelden w Bonndorf
  - Hrabia Khevenhüller
  - Hrabia Kuefstein
  - Książę Colloredo
  - Hrabia Harrach
  - Hrabia Sternberg
  - Hrabia Neipperg
- Kolegium hrabiów Werrerau – posiadało jeden głos:
  - Książęta i hrabiowie Solms
  - Książę Nassau-Usingen
  - Książę Nassau-Weilburg
  - Książę Nassau-Saarbrücken
  - Książęta i hrabiowie Isenburg
  - Hrabiowie Stollberg
  - Książęta i hrabiowie Sayn-Wittgenstein
  - Hrabiowie Salm
  - Książęta i hrabiowie Leiningen
  - Hrabiowie Westerburg
  - Hrabiowie Wetter-Tegerfelden
  - Hrabiowie Hoyos
  - Hrabiowie Schönburg
  - Hrabia Wied-Runkel
  - Hrabiowie Ortenburg
  - Hrabiowie Reuss zu Plauen
- Kolegium hrabiów Frankonii – posiadało jeden głos:
  - Książęta i hrabiowie Hohenlohe
  - Hrabiowie Castell
  - Hrabiowie Erbach
  - Hrabiowie Rothenberg  (później hrabiowie Rothberg)
  - Książęta i hrabiowie Löwenstein-Wertheim
  - Dziedzic hrabstwa Limpurg
  - Hrabiowie Nostitz-Rieneck
  - Książę Schwarzenberg
  - Dziedzic hrabstwa of Wolfstein
  - Hrabiowie Schönborn
  - Hrabiowie Windisch-Grätz
  - Hrabiowie Orsini von Rosenberg
  - Hrabiowie Starhemberg
  - Hrabiowie Wurmbrand
  - Hrabiowie Giech
  - Hrabiowie Gravenitz
  - Hrabiowie Pückler
- Kolegium hrabiów Westfalii – posiadało jeden głos:
  - Pan Sayn-Altenkirchen (Fryderyk Wilhelm II, król Prus)*
  - Hrabia Hoya (Jerzy III, król Wielkiej Brytanii)*
  - Hrabia Spiegelberg (Jerzy III, król Wielkiej Brytanii)*
  - Hrabia Diepholz (Jerzy III, król Wielkiej Brytanii)*
  - Książę Holstein-Gottorp
  - Hrabia Tecklenburg (Fryderyk Wilhelm II, król Prus)*
  - Książę Arenberg
  - Książę Wied-Runkel
  - Książę Wied-Neuwied
  - Hrabia Schaumburg (głos dzielony między landgrafa Hesji-Kassel i hrabiego Lippe-Bückeburg)
  - Hrabiowie Lippe
  - Hrabiowie Bentheim
  - Książęta i hrabiowie Löwenstein-Wertheim
  - Książę Kaunitz-Rietberg
  - Książę Waldeck i Pyrmont
  - Hrabia Toerring
  - Hrabia Aspremont
  - Książę Salm-Salm
  - Hrabia Metternich-Winnenburg
  - Książę Anhalt-Bernburg-Schaumburg
  - Hrabiowie Plettenberg
  - Hrabiowie Limburg-Stirum
  - Hrabia Wallmoden
  - Hrabia Quadt
  - Hrabiowie Ostein
  - Hrabiowie Nesselrode
  - Hrabiowie Salm-Reifferscheidt
  - Hrabiowie Platen
  - Hrabiowie Sinzendorf
  - Książę Ligne

## Kuria miast

### Ława reńska
- Kolonia (katolickie)
- Akwizgran (katolickie)
- Lubeka (protestanckie)
- Wormacja (protestanckie)
- Spira (protestanckie)
- Frankfurt nad Menem (protestanckie)
- Goslar (protestanckie)
- Brema (protestanckie)
- Hamburg (protestanckie)
- Mühlhausen (protestanckie)
- Nordhausen (protestanckie)
- Dortmund (protestanckie)
- Friedberg (protestanckie)
- Wetzlar (protestanckie)

### Ławka szwabska
- Ratyzbona (protestanckie)
- Augsburg (katolickie/protestanckie)
- Norymberga (protestanckie)
- Ulm (protestanckie)
- Esslingen am Neckar (protestanckie)
- Reutlingen (protestanckie)
- Nördlingen (protestanckie)
- Rothenburg ob der Tauber (protestanckie)
- Schwäbisch Hall (protestanckie)
- Rottweil (katolickie)
- Überlingen (katolickie)
- Heilbronn (protestanckie)
- Schwäbisch Gmünd (katolickie)
- Memmingen (protestanckie)
- Lindau (protestanckie)
- Dinkelsbühl (katolickie/protestanckie)
- Biberach an der Riß (katolickie/protestanckie)
- Ravensburg (katolickie/protestanckie)
- Schweinfurt (protestanckie)
- Kempten (protestanckie)
- Windsheim (protestanckie)
- Kaufbeuren (protestanckie)
- Weil (katolickie)
- Wangen im Allgäu (katolickie)
- Isny im Allgäu (protestanckie)
- Pfullendorf (katolickie)
- Offenburg (katolickie)
- Leutkirch im Allgäu (protestanckie)
- Wimpfen (protestanckie)
- Weißenburg (protestanckie)
- Giengen (protestanckie)
- Gengenbach (katolickie)
- Zell am Harmersbach (katolickie)
- Buchhorn (protestanckie)
- Aalen (protestanckie)
- Buchau (katolickie/protestanckie)
- Bopfingen (protestanckie)